# Linde (Lindlar)
Das Kirchdorf Linde ist ein Ortsteil der Gemeinde Lindlar, Oberbergischen Kreis in Nordrhein-Westfalen, (Deutschland). Es liegt etwa 5 Kilometer westlich von Lindlar.

## Geschichte
1413 wurde der Ort das erste Mal urkundlich erwähnt und zwar „Kämmereiregister für den Fronhof Lindlar“. Schreibweise der Erstnennung: Linden.
Die katholische Kirche wurde 1869 gebaut, 1889 folgte die Abtrennung der Kirchengemeinde von Lindlar. Im 17. Jahrhundert gehörte Linde zur Honschaft Ommer im Kirchspiel Lindlar.

## Sehenswürdigkeiten
- katholische Pfarrkirche, 1869 erbaut nach Plänen des Diözesanbaumeisters Vinzenz Statz. Zur Ausstattung gehört ein geschnitzter Hochaltar von Eduard Schmitz (Mülheim 1902–1904). Der Kreuzweg wurde 1898 angeschafft. Die Orgel hat 17 Register und stammt von Siegfried Schulte aus Kürten-Herweg (1981)
- zwei Fachwerkhäuser, 1770 und 1808 errichtet
- auf dem Friedhof Josefstraße das Eingangstor, ein Hochkreuz und vier alte Grabsteine
- Reststück der Sülztalbahn und Eisenbahnviadukt bei Linde-Bruch (begehbar)

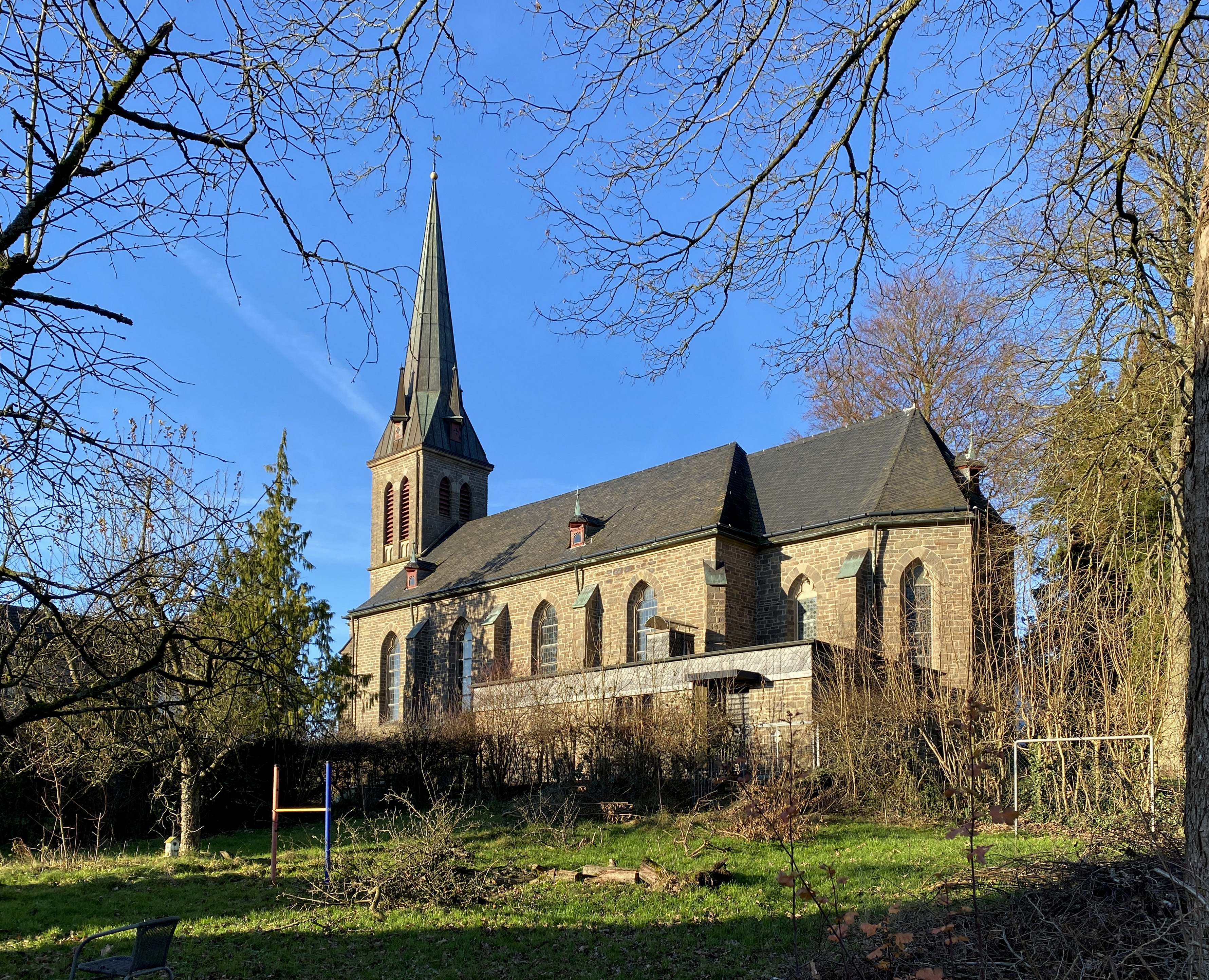
Pfarrkirche St. Josef
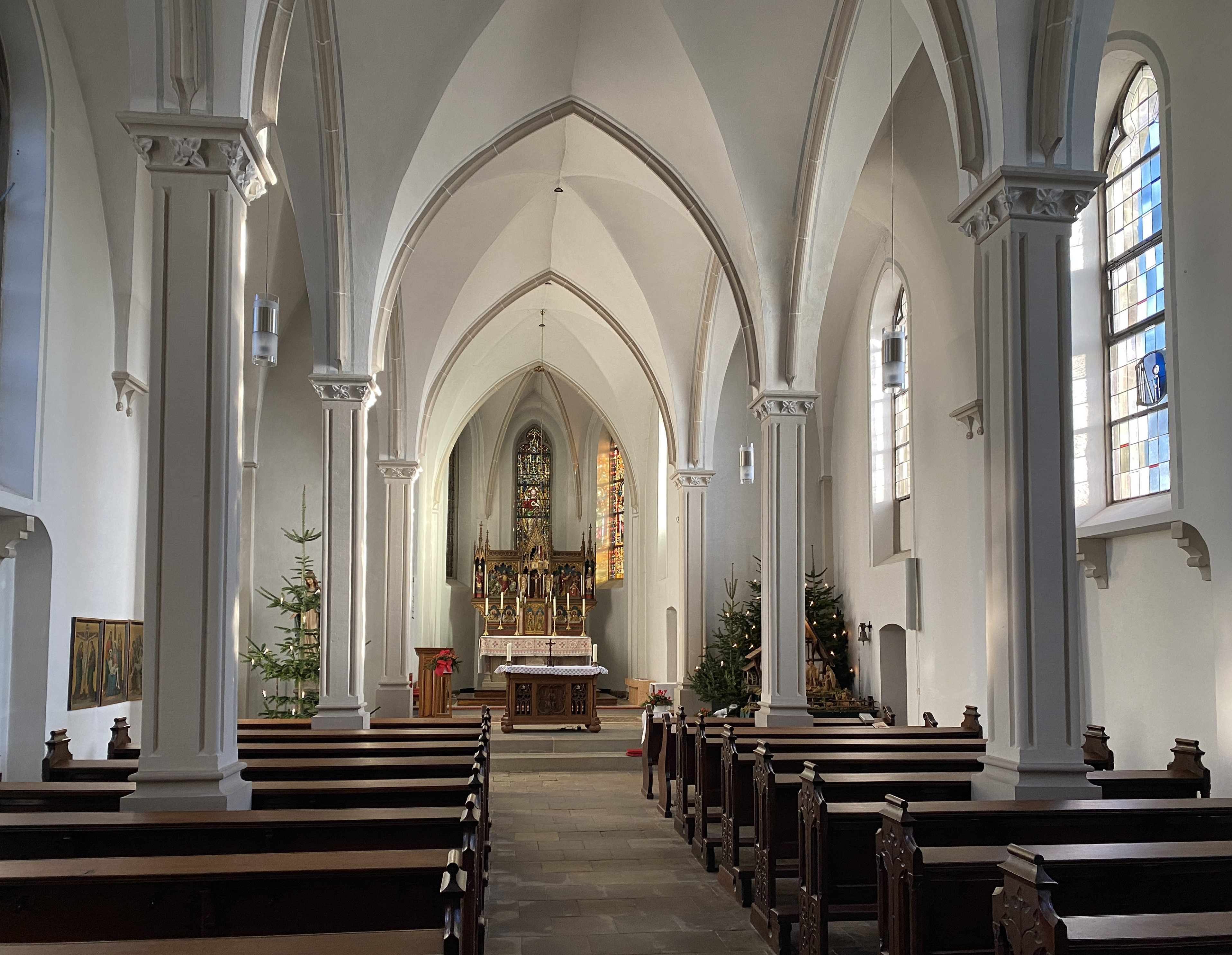
St. Josef
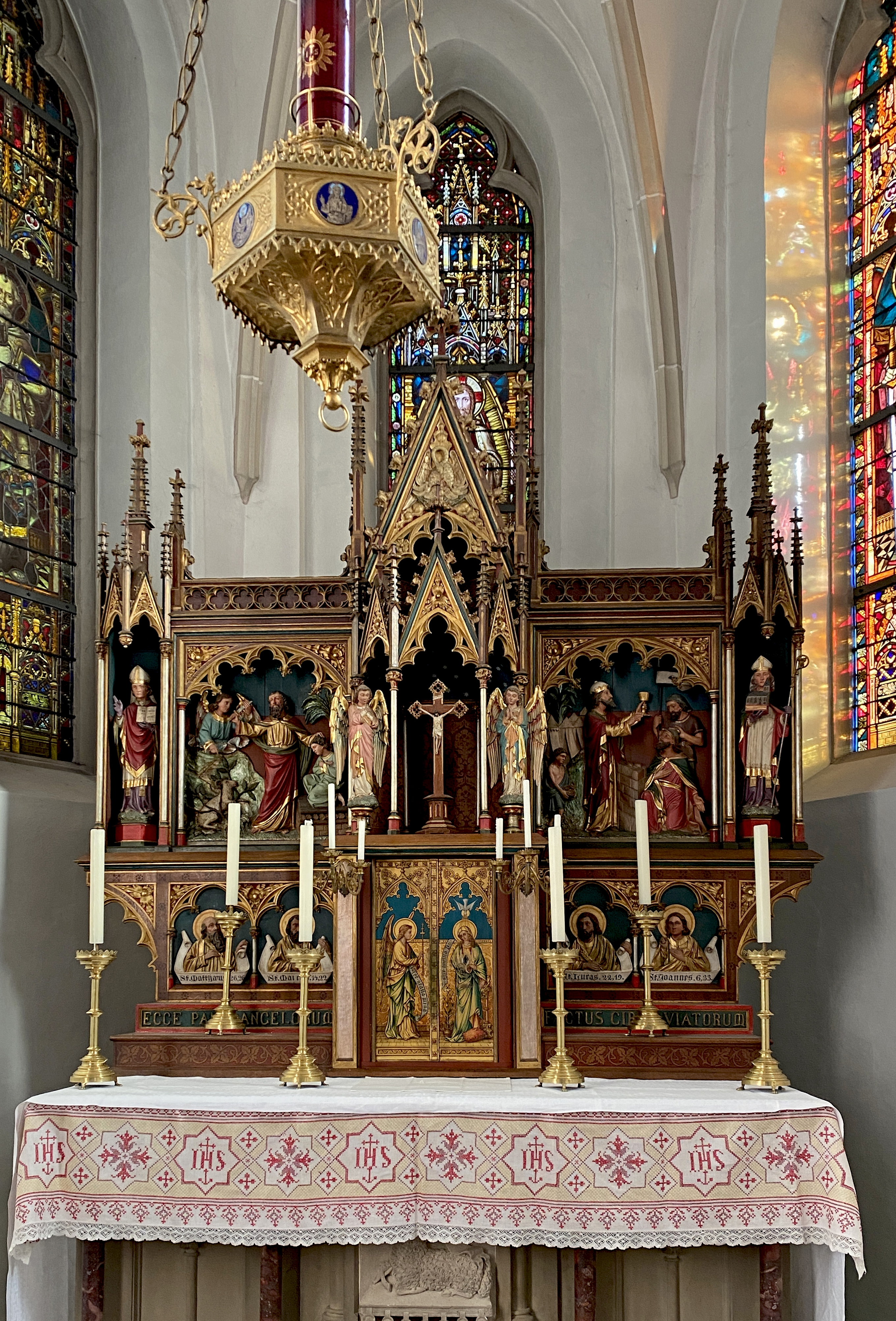
Altar
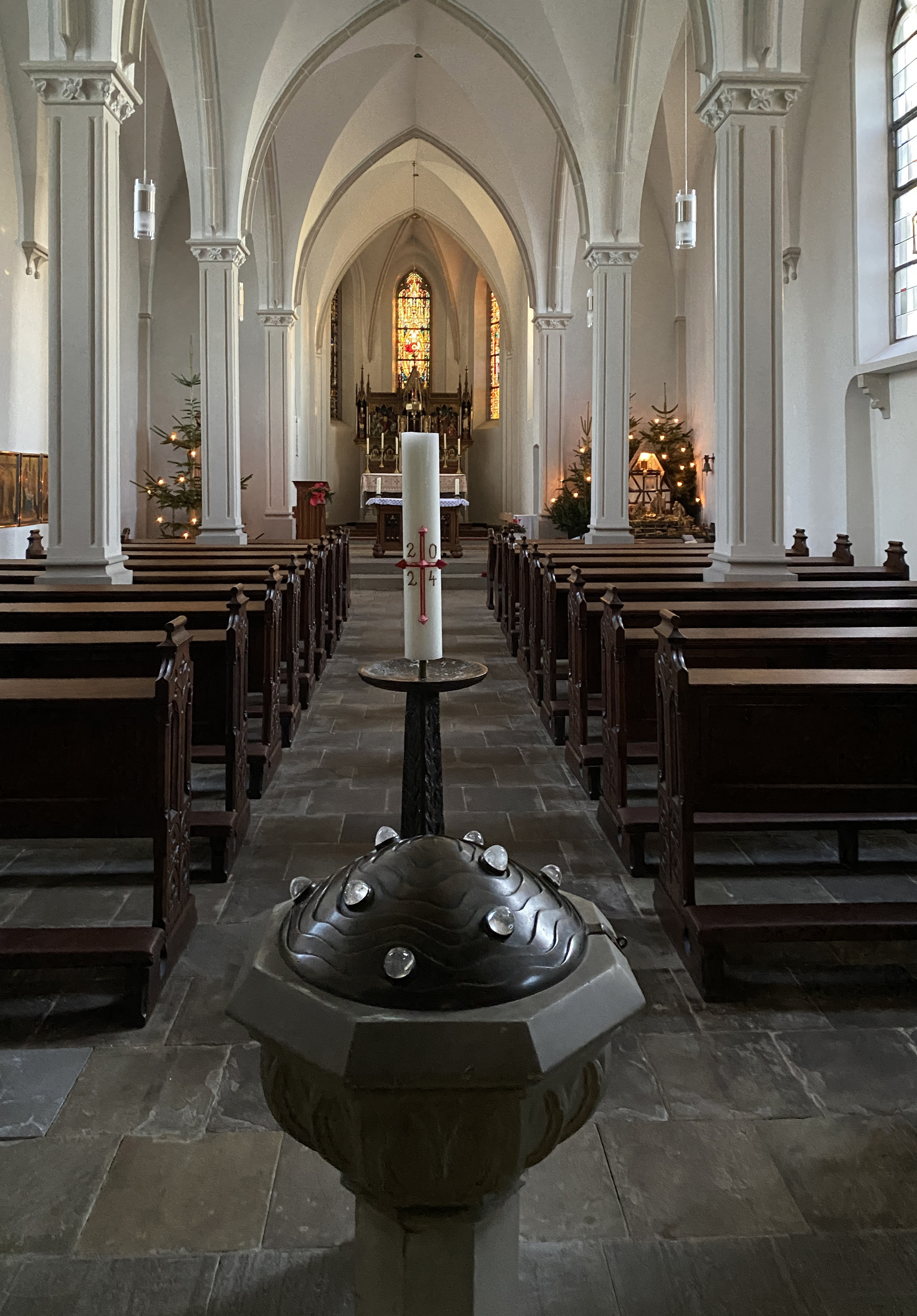
St. Josef
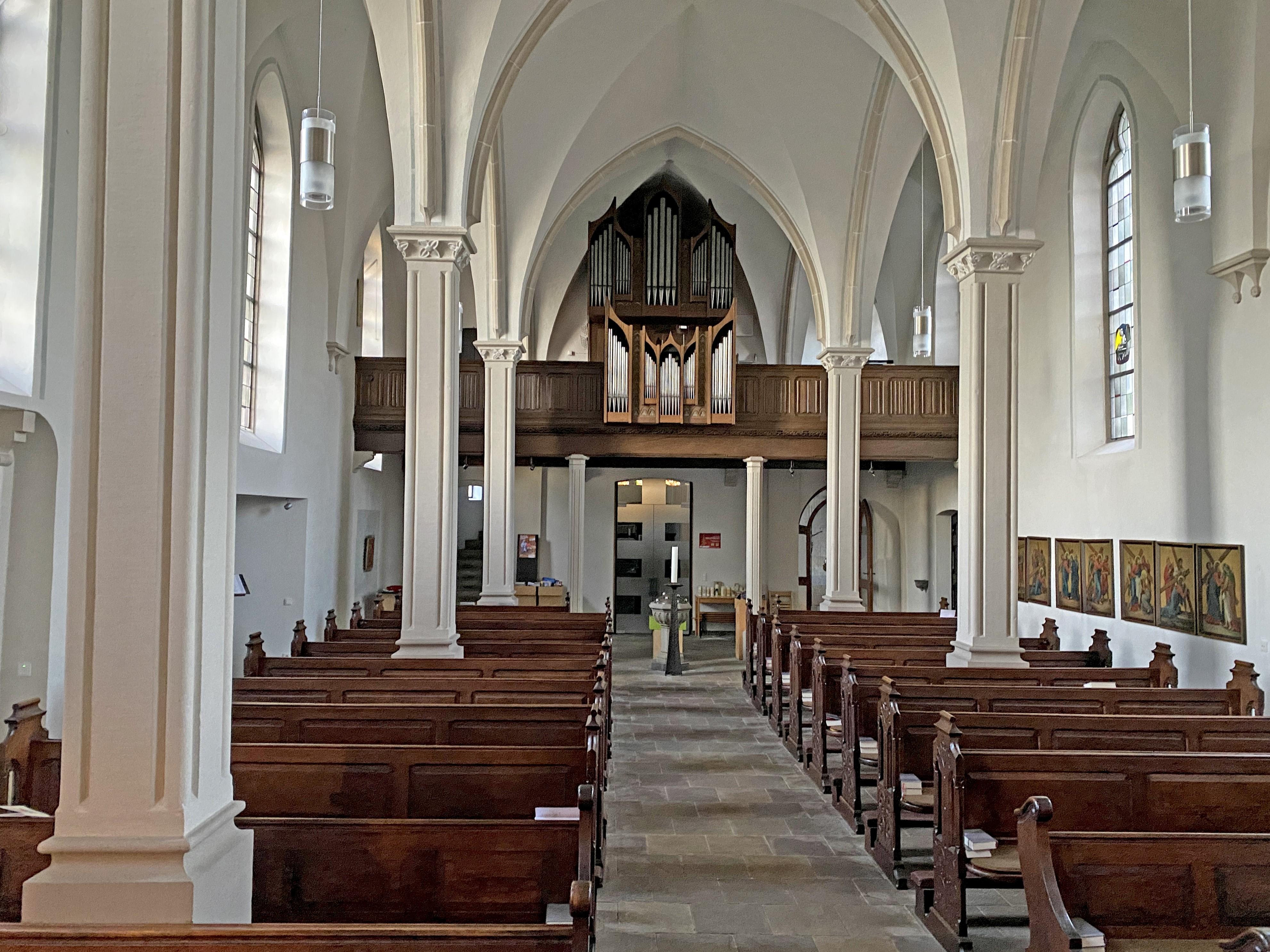
St. Josef
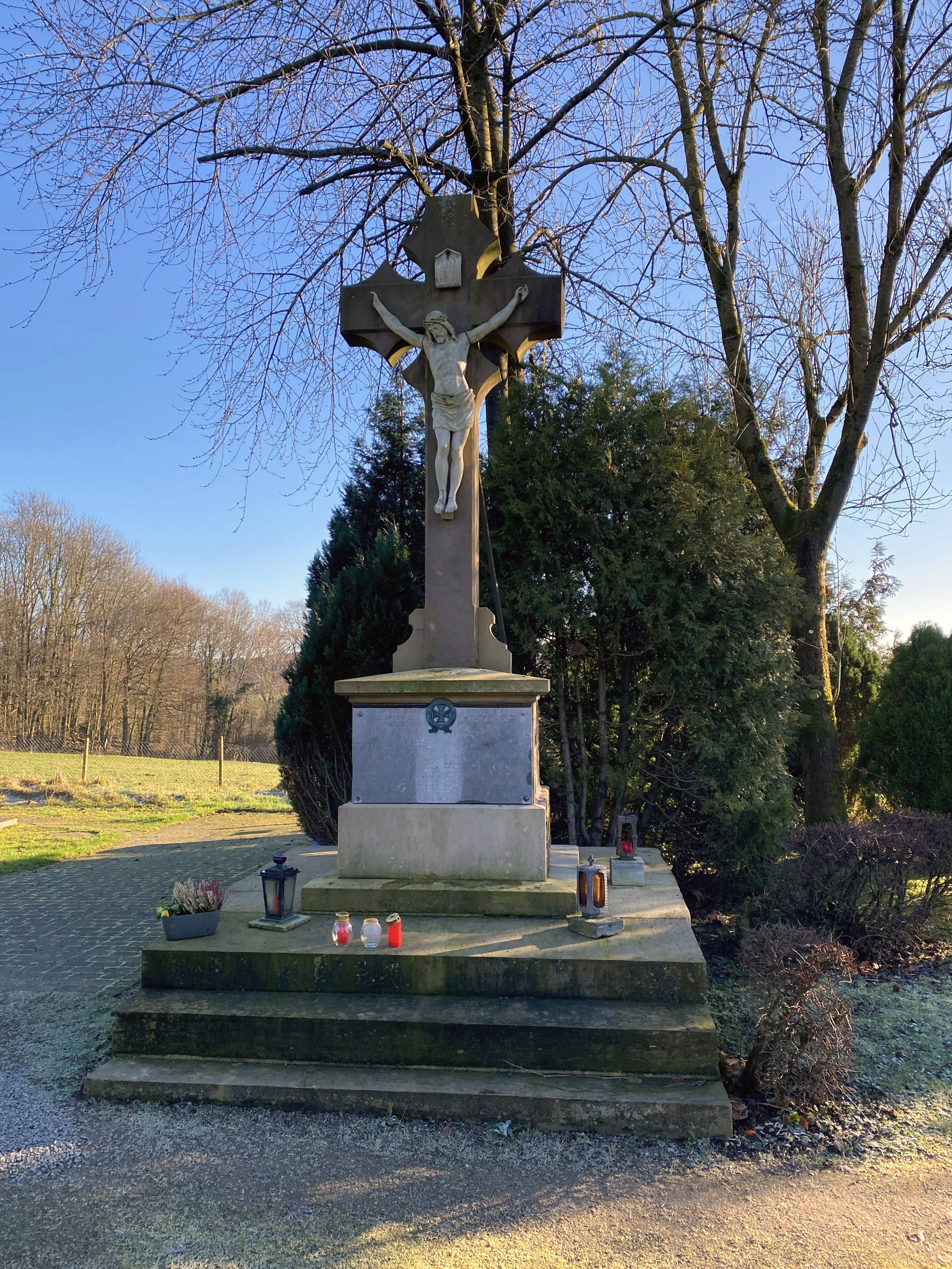
Baudenkmal Hochkreuz
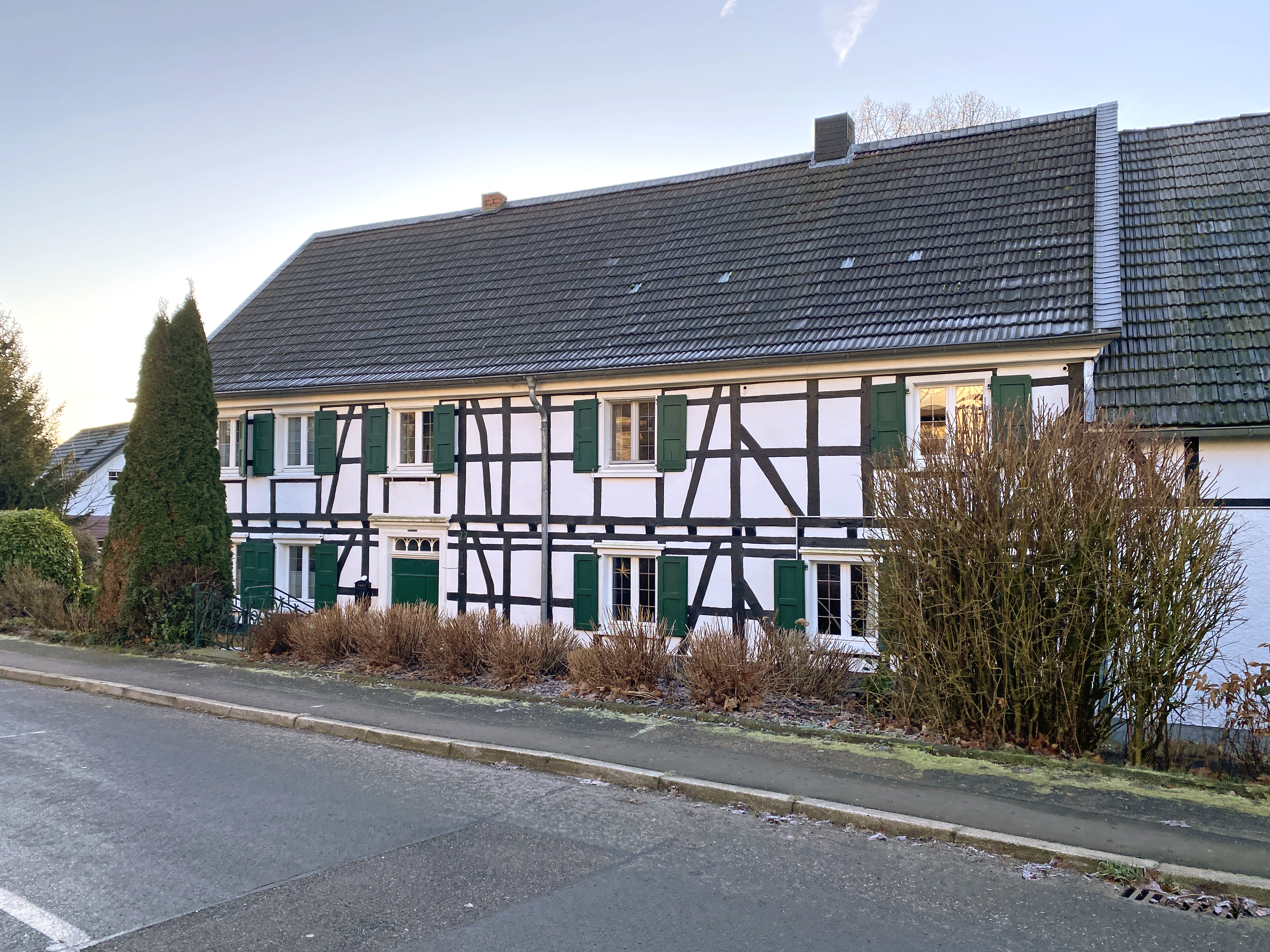
Baudenkmal Linder Straße 27
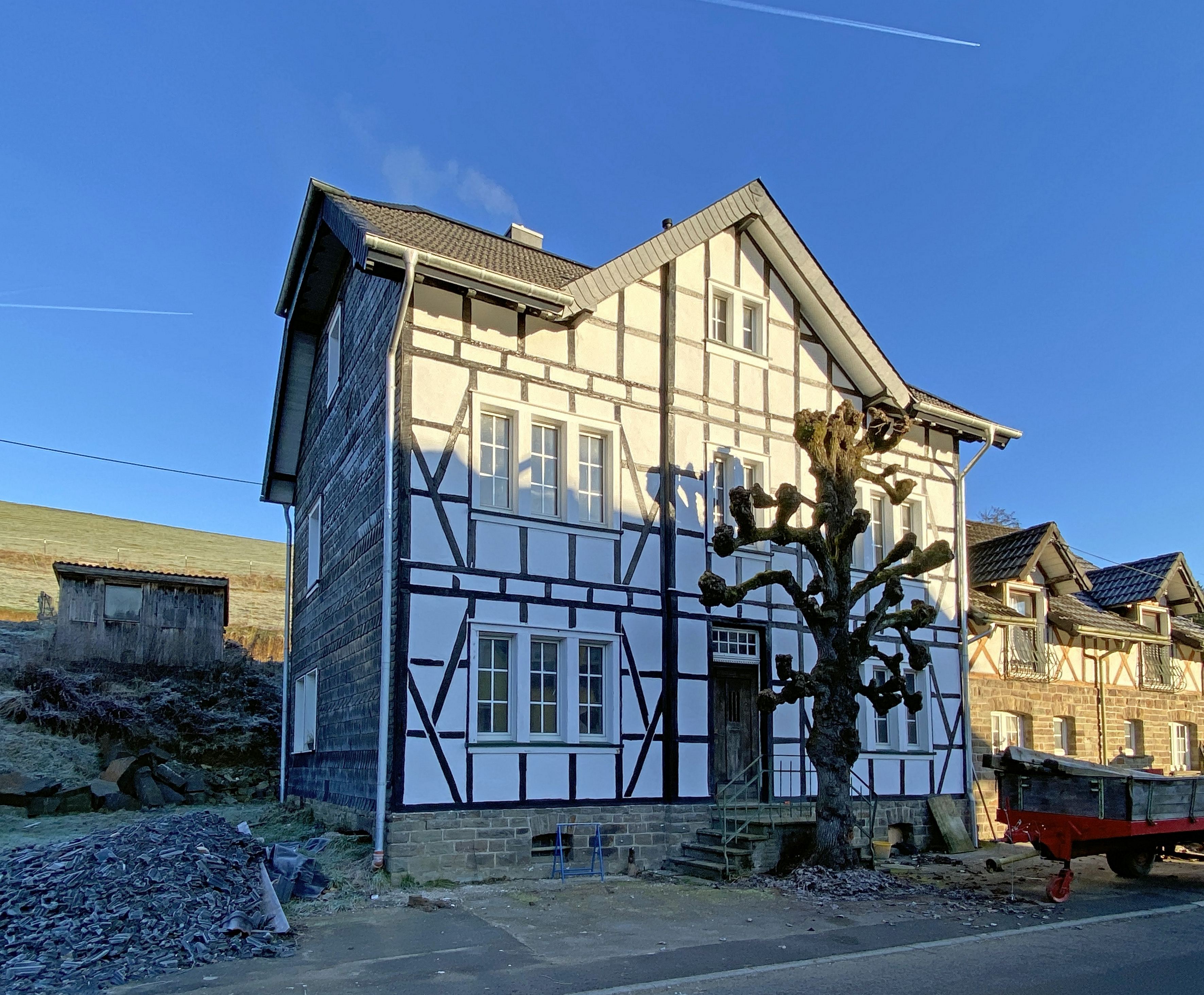
Baudenkmal Linde-Bruch 18

## Freizeit und Sport
Der Sportplatz von Linde befindet sich nördlich von Linde bei Frangenberg.

### Wander- und Radwege

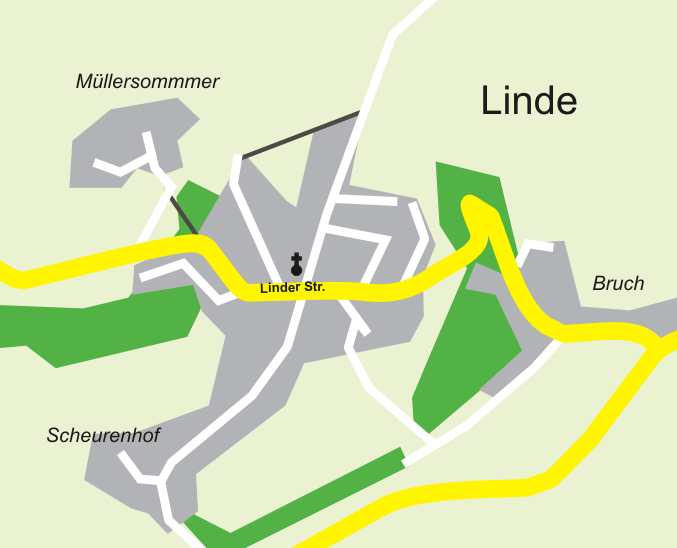
Karte der Ortschaften Linde, Bruch, Scheurenhof, Müllersommer

Ausgangspunkt Linde
| Rund-/Wanderweg | Wegzeichen | Wegstrecke | Weglänge |
| Rundwanderweg   | A1         | Linde – Frangenberg – Müllersommer – Linde | 3,5 km   |
| Rundwanderweg   | A2         | Linde – Frangenberg – Spich – Kurtenbach – Kaufmannsommer – Rölenommer – Müllersommer – Linde                                                                                           | 7,7 km   |
| Rundwanderweg   | A3         | Linde – Frangenberg – Unterbreidenbach – Mittelbreidenbach – Oberbreidenbach – Kurtenbach – Pferdskopf – Delling – Schultheismühle – Olperhof – Büchel – Bosbach – Müllersommer – Linde | 13,0 km  |
| Rundwanderweg   | A4         | Linde – Scheurenhof – Siebensiefen – Unterhürholz – Oberhürholz – Kemmerich – Brückerhof – Unterbreidenbach – Linde                                                                     | 10,7 km  |

## Busverbindungen
Haltestelle Linde:
- VRS (OVAG) Linie 335 Scheel – Frielingsdorf – Lindlar – Linde – Biesfeld – Bergisch Gladbach
- VRS (KWS) Linie 402 Unterschbach – Hohkeppel – Lindlar – Linde – Kürten Schulzentrum (nur Schulverkehr)
- VRS (RVK) Linie 421, an Schultagen morgens eine Fahrt ab Linde über Lindlar, Schulzentrum nach Lindlar, Busbahnhof. Anschließend setzt die Buslinie ihren eigentlichen Streckenverlauf fort.

## Eisenbahn
Der ehemalige Bahnhof Linde befindet sich seit 1972 in Privatbesitz. Er ist als Baudenkmal Nr. 137 in die Liste der Baudenkmäler in Lindlar eingetragen.

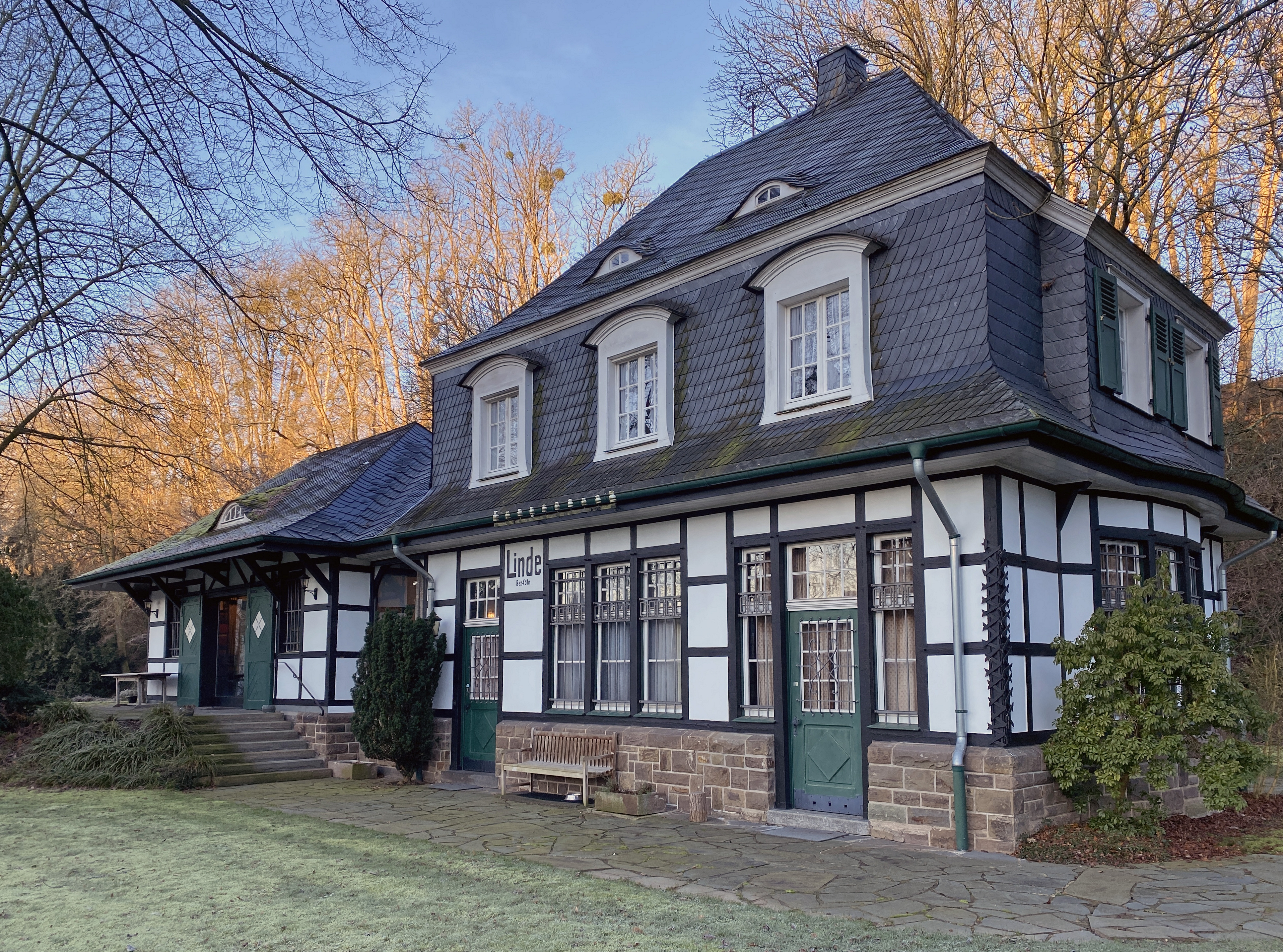
Empfangsgebäude des ehem. Bahnhof Linde
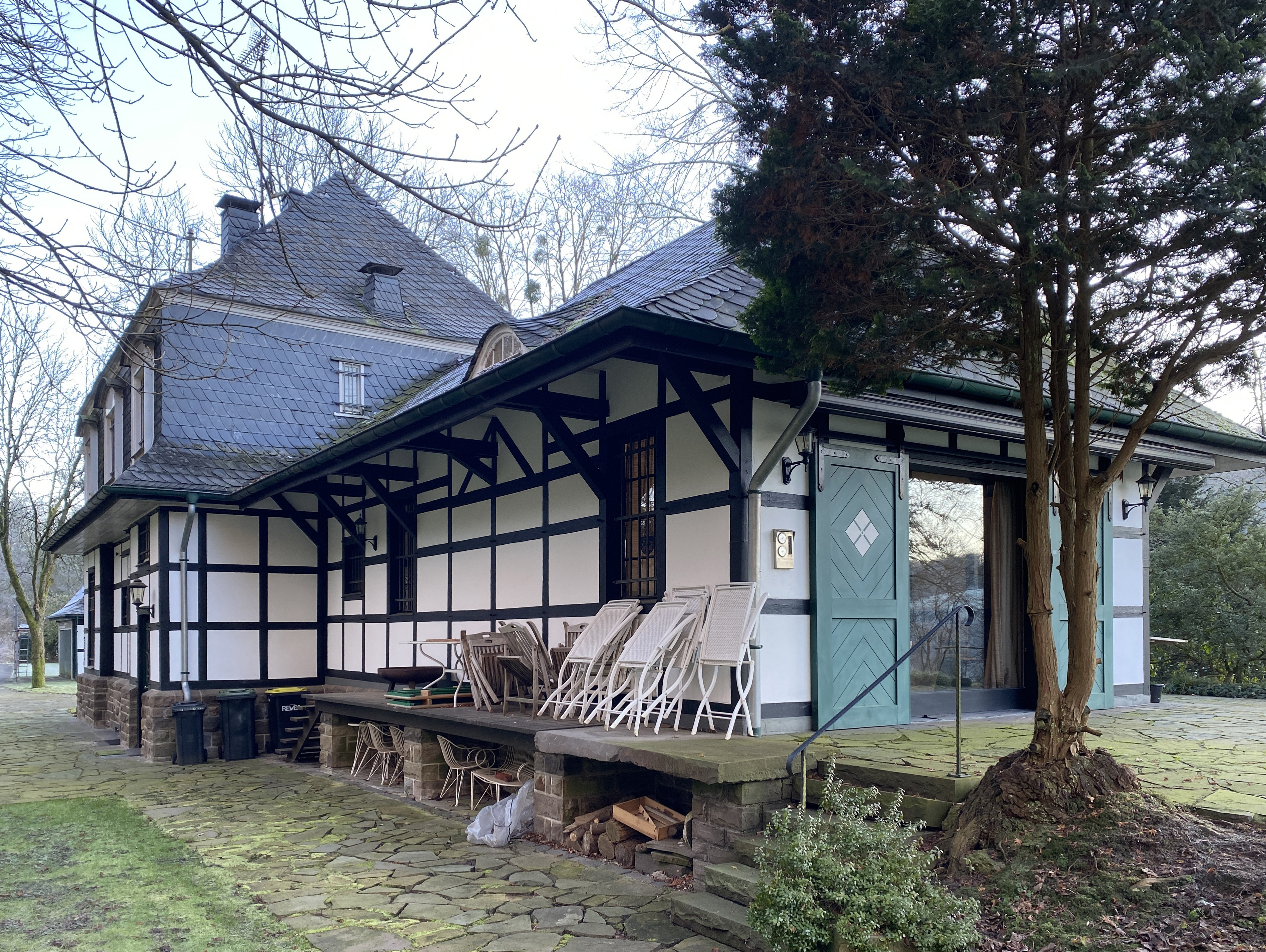
Empfangsgebäude des ehem. Bahnhof Linde
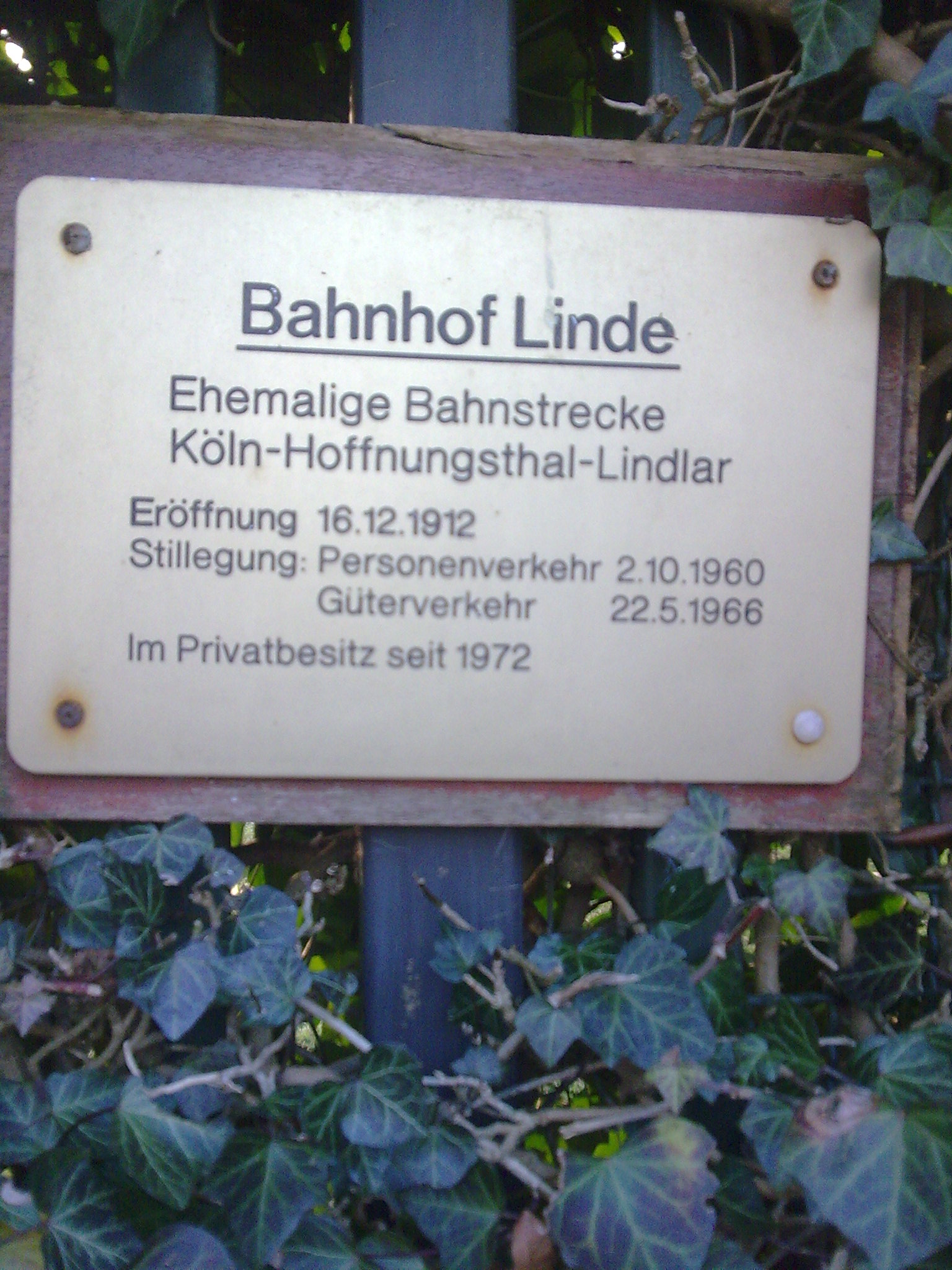
Bahnhof Linde
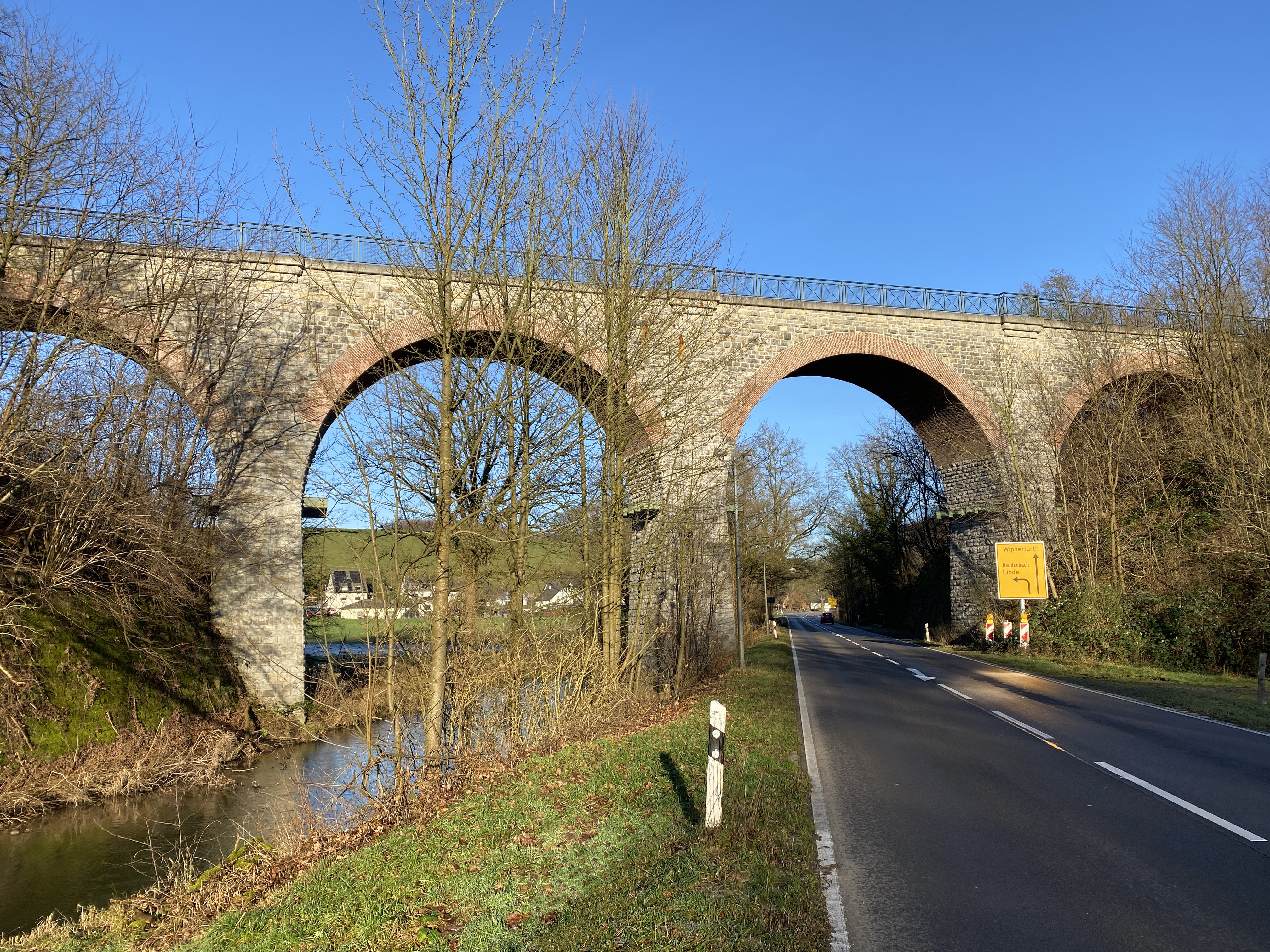
Viadukt Linde
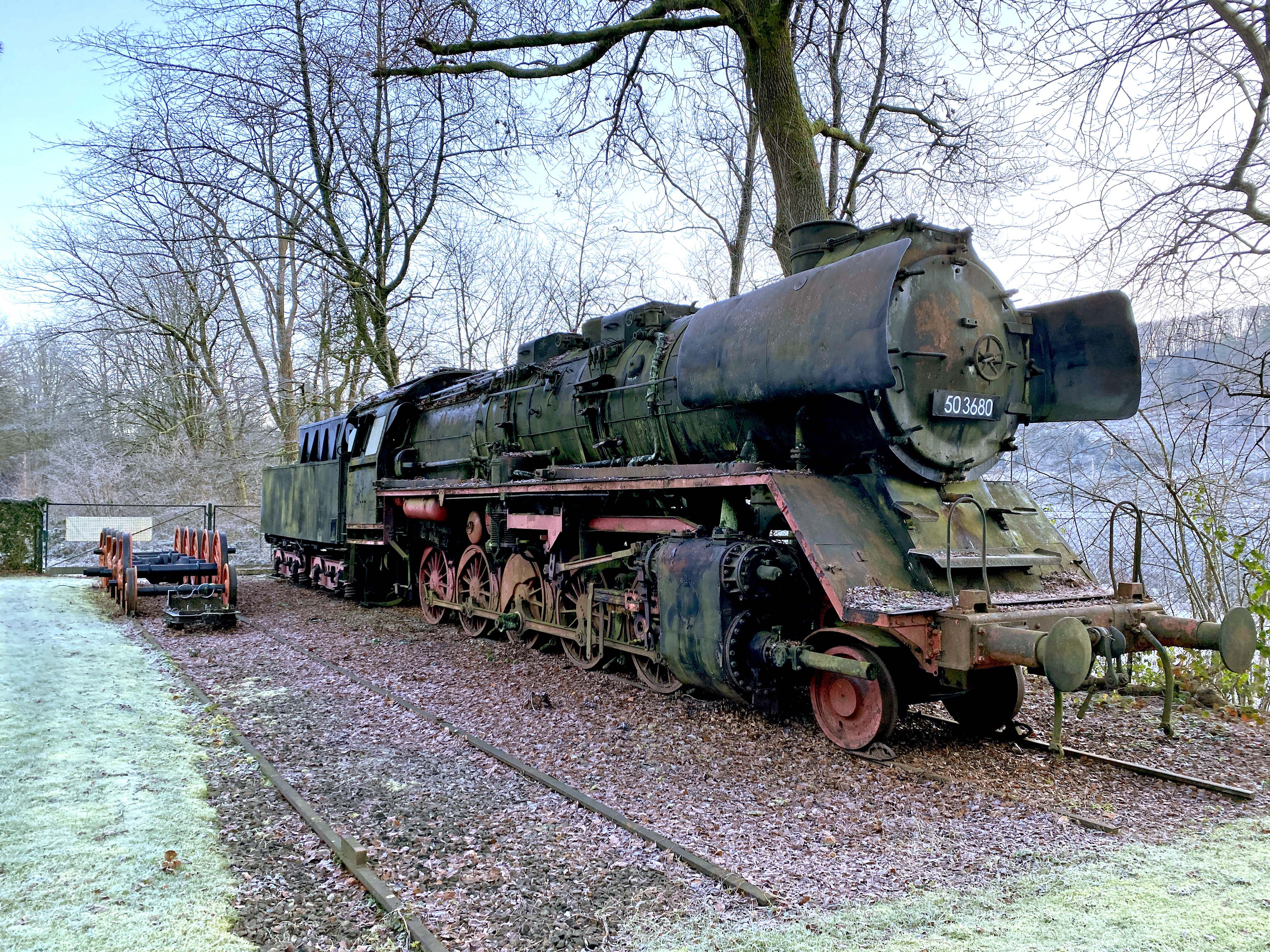
Dampflok auf dem Bahnhofsgelände